# Polyommatus pallida
Polyommatus pallida är en fjärilsart som beskrevs av Robert Christopher Tytler. Polyommatus pallida ingår i släktet Polyommatus och familjen juvelvingar. Inga underarter finns listade i Catalogue of Life.